# ジャスティン・ジョリー

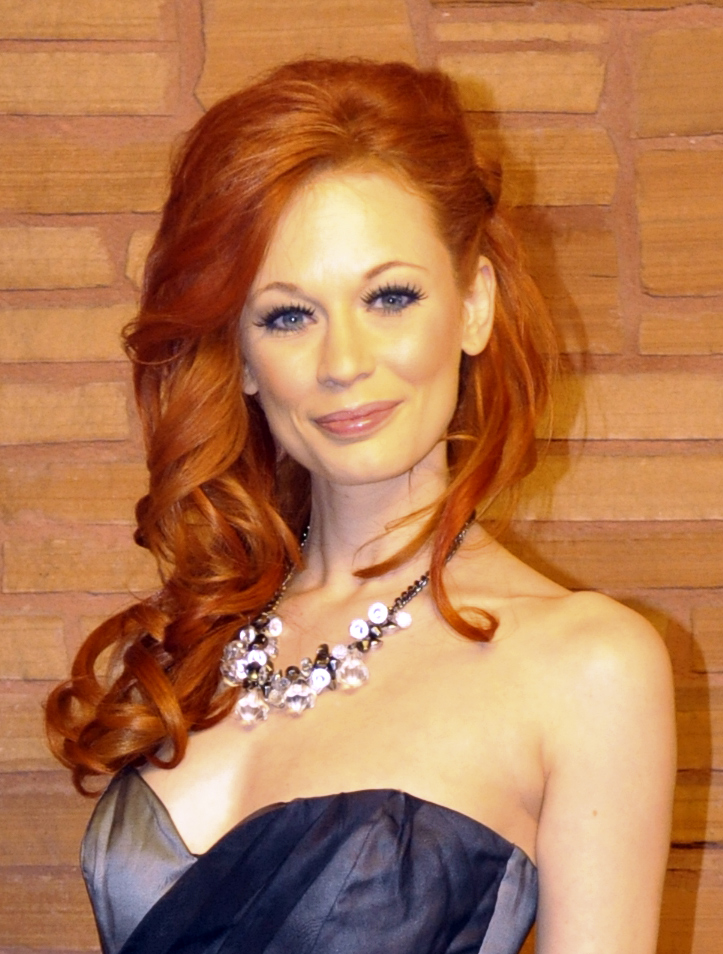
ジャスティン・ジョリー

ジャスティン・ジョリー（Justine Joli、1980年7月16日 - ）は、アメリカ合衆国のポルノ女優。ミズーリ州セントルイス出身。